# Anjesenpepi II
Anjesenpepi II o Anjnesmeryra II (Pepi/Meryra vive por ella) es el nombre que recibió una reina del Antiguo Egipto tras su matrimonio con el faraón Meryra Pepy (Pepi I). Fue madre de Neferkara Pepy o Pepi II, y regente (junto con su hermano Dyau) de éste durante su juventud, ya que heredó el trono a los seis años. A la muerte de Meryra Pepy había sido nombrado faraón Merenra Nemtyemsaf o Merenra I, hijo del fallecido y de otra esposa, Anjesenpepi I, hermana de Anjesenpepi II. Pero Merenra reinó solo cuatro años, heredando el trono Neferkara. 

## Biografía
Anjesenmeryra no era una princesa real. Era hija de Jui, un alto funcionario que llegó a nomarca de Abidos, y de Nebet, que también tenía un alto cargo: al parecer fue chaty de Meryra Pepy, la primera mujer de la que se sepa que alcanzó ese puesto. Su hermana mayor casó con Meryra antes que ella, y fue madre de Merenra y de la princesa Neit. Su hermano Dyau fue también nomarca, y posteriormente chaty de Meryra y de sus dos sobrinos, Merenra y Neferkara.
Labrousse y Leclan afirman que a la muerte de Meryra Pepy Anjesenpepi se casó con su sobrino Merenra, y para ello se basan en las inscripciones halladas en el año 2000 durante los trabajos de excavación del templo funerario de la reina, que proporcionan varios de sus títulos, entre ellos: Esposa del rey de la pirámide de Meryra Pepy, Esposa del Rey de la Pirámide de Merenre, Madre del Rey de la Pirámide de Neferkara Pepy: Madre real, Esposa Real, Hija del dios, etc., de lo que deducen que no solo fue esposa de Meryra Pepy, también lo fue de Merenra, y por lo tanto este podría ser el padre de Neferkara Pepy y no su medio hermano.
Tras el breve reinado de Merenra I subió al trono Neferkara Pepy aún niño, gobernando Anjesenpepi como reina regente y Dyau como chaty.

## Títulos
Figuran en su ataúd: Madre del Rey del Alto y el Bajo Egipto; Hija de Geb; Anjespepi, Hija de Nut, de su vientre; Madre del Rey del Alto y el Bajo Egipto, Esposa del rey, su amada, Anjespepi.

## Testimonios de su época
- Su nombre aparece en la estela de Nebet y Jui, donde se menciona a su familia con sus cargos.

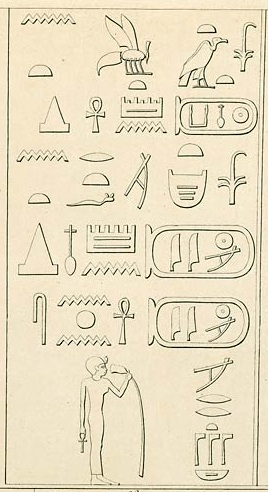
Anjesenmeryra representada en Wadi Maghara (Sinaí)

- Una estatua de alabastro la muestra con su hijo en el regazo, con un tamaño mucho mayor que el de Neferkara. Algunos interpretan la Anjesenmeryra representada en Wadi Maghara (Sinaí)estatua como una representación en la que asumen los papeles de Isis y Horus.[4]
- Su nombre aparece en un decreto de Abidos.[1]
- También es mencionada en su pirámide y en la de su nuera Neit.
- Está representada en Wadi Maghara (Sinaí), donde se la muestra del mismo tamaño que su hijo.[3]

## Tumba
Su tumba es una pirámide, rodeada por un recinto perimetral, encontrada e investigada en Saqqara en 1998 por Audran Labrousse, en el complejo funerario de Pepi I. En ella se encontraron los ejemplares más antiguos conocidos de los Textos de las Pirámides en la pirámide de una reina. Las inscripciones se refieren a ella como reina madre, lo que demuestra 
|                |   |   |   |
| \| \| \| \| \| |   |   |   |
|                |   |   |   |
| p              | p | i | i |

| p | p | i | i |

|                |   |   |   |
| \| \| \| \| \| |   |   |   |
|                |   |   |   |
| p              | p | i | i |

| p | p | i | i |

|                |   |   |   |
| \| \| \| \| \| |   |   |   |
|                |   |   |   |
| p              | p | i | i |

| p | p | i | i |

|                |   |   |   |
| \| \| \| \| \| |   |   |   |
|                |   |   |   |
| p              | p | i | i |

| p | p | i | i |

que la pirámide se construyó durante el reinado de Neferkara. La pirámide, como todas las del complejo, presenta una sala sepulcral en forma de T invertida, con un pasillo descendente donde se hallaron restos del sarcófago con algunos huesos de la momia profanada esparcidos dentro y fuera, que correspondían a una mujer de mediana edad.
Por primera vez en la tumba de una reina se han encontrado paredes con textos de las Pirámides grabados, más de 1.200 fragmentos encontrados. 
En la cámara de la tumba se encontraron numerosas vasijas, conchas de diversos tipos, jarras, floreros, cuencos, cajas y fragmentos de estatuillas de piedra caliza. Algunos de los vasos llevan inscripciones mencionando a Anjespepi y a Merenra.

### Pirámide
La pirámide de Anjespepi II es una de las más grandes de las dedicadas a una reina egipcia. Su base mide 32 metros y debía tener originalmente una altura de 30 m, aunque fue desmantelada en la Edad Media de forma casi completa al ser usada como cantera. En sus paredes se pueden apreciar representaciones de portadores de ofrendas, y quedan restos de una mesa para depositarlas. En el lado norte se encuentran 20 salas de almacenamiento, donde no se han hecho grandes descubrimientos. 

### Templo funerario

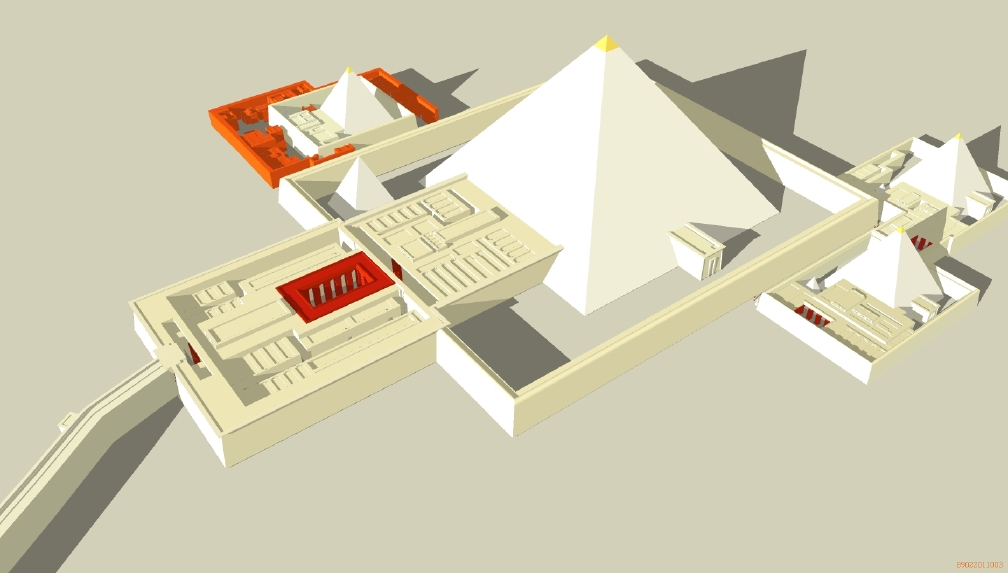
Maqueta del complejo funerario de Pepi I y sus esposas.

En el lado este de la pirámide se encuentran los restos del templo funerario, que tiene una forma bastante inusual y se extiende hacia el norte. Era también muy grande, de unos 8 m de lado, y tiene un patio abierto con relieves pintados, entre ellos el retrato de la reina. Desde el templo parte el corredor descendente que lleva a la cámara funeraria.  
La cámara funeraria está prácticamente destruida, solo quedan restos de las paredes norte y oeste, en las que se inscribieron los textos de las Pirámides. La planta de la cámara funeraria es la tradicional: Al final del pasillo descendente, el cual estaba bloqueado por una roca, se abre un corredor orientado de norte a sur que permite el acceso a un serdab sin decoración alguna.
En 2001 se encontró el sarcófago de basalto, de 2,81 m, y fragmentos de la tapa con los títulos y el nombre de la reina. Parte de las paredes exteriores del sarcófago están decoradas con el patrón fachada de palacio. El sarcófago tiene las características de los usados por los reyes. En sus laterales hay una línea con sus títulos, entre ellos el de Reina madre que hace pensar que la tumba se construyó durante el reinado de su hijo.
La tapa del sarcófago está hecha de una piedra diferente, y en ella se repiten los títulos de Anjespepi. El lugar había sido expoliado, y la momia, que se encontraba en parte fuera del sarcófago incompleta y reducida a esqueleto, pertenece a una mujer de mediana edad.